# Osbyholms slott
Osbyholm är ett slott i Hörby socken i Hörby kommun utanför orten Osbyholm.

## Historia
Gården Ousbygård omnämnes år 1405, då Peder Jensen av släkten Saxtrup var dess ägare. Idag finns det knappt några spår kvar efter gården. Ätterna Saxtrup och Skalder ägde Ousbygård under 200 år. Björn Sörensen Saxtrup, dog 1595 och hans hustru Magdalene Nielsdatter Bild, dog 1585.
Slottet Osbyholm byggdes under 1600-talets första hälft, då gården ägdes av Lene Ramel, dotter till Henrik Ramel på Bäckaskog.
Slottsanläggningen låg på en nästan kvadratisk borgholme, som omgavs av breda, stenklädda vallgravar. Byggnaden hade ett åttkantigt torn, vilket är ganska ovanligt. På Krapperups borg fanns ett liknande försvarstorn, som uppfördes på 1570-talet. Detta skulle kunna tyda på att Osbyholm byggdes före Lene Ramels tid. Under Karl XI:s skånska krig torde slottet ha brunnit. 
När det skånska kriget var slut 1679 ägdes slottet av Ove Ramel.  Han bosatte sig strax efter freden på sin själländska gård Borreby. Något år senare sålde han Osbyholm slott till Olof Nilsson Engelholm från Malmö.
Några år därefter såldes slottet till amiralen Cornelius Thijsen, adlad Ankarstierna, som var sjöhjälte och blev friherre 1692. Han köpte år 1704 Knutstorp, till vilken han flyttade efter att ha sålt 1697 Osbyholm till lagmannen i Bohuslän Alexander Cock gift med Christina Cronström. Äktenskapet blev barnlöst och vid sin död 1712 ärvde hans tre brorsöner slottet. Efter många turer löste kapten Georg Christian Cook ut sin syster och blev 1752 ensam ägare till slottet. Han gifte sig samma år med Elsa Christina Beck-Friis från Bosjökloster.
År 1750 gjordes en omfattande restaurering av Osbyholm. En mängd detaljer i slottets inre visar att där funnits en utsökt rokokoinredning. Även i det yttre gjordes stora förändringar. En renässansgavelprydd utbyggnad mitt på gårdssidan försvann under 1700-talet, även flyglarna och trädgården har moderniserats.
Efter Georg Christian Cocks död 1778, sålde arvingarna Osbyholm till Rudolf Hodder Stjernswärd, men slottet återköptes genom bördsrätt av lagmannen, sedermera landshövdingen, Per Hultgren, adlad och adopterad von Seth. I sitt tredje äktenskap gifte han sig med den siste Cocks dotter Maria Lovisa. Under sin tid som ägare utökade han slottets areal genom att köpa in Lyby säteri.
När Per von Seth dog 1810, övertogs slottet 1812 av hans adoptivson Johan Boman, adlad von Seth. Efter hans död satt änkan Sofia Cronacker i orubbat bo och vid skiftet efter henne 1847 övertogs Osbyholm slott av de två äldre sönerna Carl Gustaf och Johan August von Seth, som var gift med sin kusin grevinnan Virginia Dorotea Elisabet Spens. När bröderna övertog Osbyholm slott sålde de ifrån en del av slottets stora ägor.
Slottet var i behov av renovering och dessutom krävdes en utbyggnad för att kunna rymma två familjer. 1853 byggdes ett nytt mittparti som försågs med en tredje våning med platt, balustradkantat tak. Tornet höjdes och fick en övervåning i nygotisk stil med spetsig spira. 
År 1931 lät friherrinnan Anna Trolle, bygga om slottet efter ritningar av arkitekten Leon Nilsson. Då togs den av bröderna von Seth uppförda tredje våningen bort och tornets överdel byggdes om och försågs med koppartak i renässansstil.
Mellan 1939 och 1984 ägdes slottet av den norske skeppsredaren Anders Jahre.
Sedan 1984 ägs Osbyholm av godsägare Anders Tuvehjelm med familj, som 1987 utökade slottet areal betydligt genom inköp av granngården Fulltofta gård.